# Чик (рабочий посёлок)
Чик — рабочий посёлок в Коченёвском районе Новосибирской области России.
Образует муниципальное образование рабочий посёлок Чик со статусом городского поселения как единственный населённый пункт в его составе.
Население — 5078 чел. (2021).
Статус посёлка городского типа — с 1946 года.

## География
Посёлок расположен в 20 километрах от Новосибирска и в 15 километрах от Коченёво на реке Чик (бассейн Оби). Железнодорожная станция на линии Новосибирск — Омск Транссибирской железнодорожной магистрали.

## Население
| 1959  | 1970  | 1979  | 1989  | 2002  | 2007  |
| ----- | ----- | ----- | ----- | ----- | ----- |
| 3655  | ↗4250 | ↗4663 | ↗5004 | ↗5056 | ↗5214 |
| 2009  | 2010  | 2012  | 2013  | 2014  | 2015  |
| ↗5327 | ↘5009 | ↗5078 | ↗5140 | ↗5166 | ↘5126 |
| 2016  | 2017  | 2018  | 2019  | 2020  | 2021  |
| ↗5149 | ↗5189 | ↘5187 | ↘5166 | ↗5187 | ↘5078 |

## Экономика
Есть племенной конный завод Чикский.

## Спорт
Детско-юношеская школа хоккея Коченёвского района «Штурм».

## Уличная сеть
| - ул. 1-й кв-л, - ул. Восточная, - ул. Дачная, - ул. Железнодорожная, - ул. Западная, - ул. Квартал, | - ул. Комсомольская, - ул. Космонавтов, - ул. Ленина, - ул. Лесная, - ул. Линейная, - ул. Молодёжная, | - ул. Новобережная, - ул. Октябрьская, - ул. Павлика Морозова, - ул. Первомайская, - ул. Пионерская, - ул. Потапова, | - ул. Пушкина, - ул. Садовая, - ул. Сибирская, - ул. Терешковой, - ул. Титова, - ул. Фрунзе, | - ул. Школьная, - ул. Шолохова, - ул. Шоссейная. |

## Известные уроженцы
- Домбровский, Иван Александрович — Герой Советского Союза.